# Eirene Tholus
L'Eirene Tholus è una struttura geologica della superficie di Venere.